# Stjepan Deverić
Stjepan Deverić (Velika Gorica, 20 agosto 1961) è un allenatore di calcio ed ex calciatore jugoslavo, dal 1991 croato, di ruolo attaccante.

## Carriera

### Giocatore

#### Club
Iniziò la sua carriera nel 1979 con la Dinamo Zagabria. Con la squadra della RSF Croata vinse il campionato jugoslavo nel 1982 e la Coppa di Jugoslavia nel 1980 e nel 1983. Nel 1984 fu ceduto ai rivali dell'Hajduk Spalato, con cui vinse la sua terza coppa nazionale nel 1987, e sempre nello stesso anno ritornò alla Dinamo Zagabria. Nel 1991 si trasferì in Austria allo Sturm Graz e nel 1993 andò all'SV Lebring dove terminò la carriera nel 1994.

#### Nazionale
Con la Jugoslavia vanta sei presenze impreziosite da cinque reti. Con la Nazionale ha partecipato al campionato del mondo 1982 e al campionato d'Europa 1984, senza mai scendere in campo, e ai Giochi olimpici di Los Angeles 1984 dove vinse la medaglia di bronzo e si laureò insieme a Borislav Cvetković e al francese Daniel Xuereb capocannoniere del torneo con cinque marcature, di cui tre realizzate il 3 agosto ad Annapolis nell'incontro contro l'Iraq, vinto per 4 a 2.

### Allenatore
Terminata la carriera allenò il Zagorec, il Segesta, il Marsonia e il Zrinjski Mostar e fu alla guida delle giovanili della Dinamo Zagabria.

## Statistiche

### Cronologia presenze e reti in nazionale
| Cronologia completa delle presenze e delle reti in nazionale ― Jugoslavia | Cronologia completa delle presenze e delle reti in nazionale ― Jugoslavia | Cronologia completa delle presenze e delle reti in nazionale ― Jugoslavia | Cronologia completa delle presenze e delle reti in nazionale ― Jugoslavia | Cronologia completa delle presenze e delle reti in nazionale ― Jugoslavia | Cronologia completa delle presenze e delle reti in nazionale ― Jugoslavia | Cronologia completa delle presenze e delle reti in nazionale ― Jugoslavia | Cronologia completa delle presenze e delle reti in nazionale ― Jugoslavia |
| Data                                                                      | Città                                                                     | In casa                                                                   | Risultato                                                                 | Ospiti                                                                    | Competizione                                                              | Reti                                                                      | Note                                                                      |
| ------------------------------------------------------------------------- | ------------------------------------------------------------------------- | ------------------------------------------------------------------------- | ------------------------------------------------------------------------- | ------------------------------------------------------------------------- | ------------------------------------------------------------------------- | ------------------------------------------------------------------------- | ------------------------------------------------------------------------- |
| 13-10-1982                                                                | Oslo                                                                      | Norvegia                                                                  | 3 – 1                                                                     | Jugoslavia                                                                | Qual. Euro 1984                                                           | -                                                                         |                                                                           |
| 17-11-1982                                                                | Sofia                                                                     | Bulgaria                                                                  | 0 – 1                                                                     | Jugoslavia                                                                | Qual. Euro 1984                                                           | -                                                                         | Ammonizione                                                               |
| 15-12-1982                                                                | Belgrado                                                                  | Jugoslavia                                                                | 4 – 4                                                                     | Galles                                                                    | Qual. Euro 1984                                                           | -                                                                         | 59’                                                                       |
| 2-6-1984                                                                  | Oeiras                                                                    | Portogallo                                                                | 2 – 3                                                                     | Jugoslavia                                                                | Amichevole                                                                | -                                                                         | 85’                                                                       |
| 19-6-1984                                                                 | Saint-Étienne                                                             | Francia                                                                   | 3 – 2                                                                     | Jugoslavia                                                                | Euro 1984                                                                 | -                                                                         | 60’                                                                       |
| 20-10-1984                                                                | Lipsia                                                                    | Germania Est                                                              | 2 – 3                                                                     | Jugoslavia                                                                | Qual. Mondiali 1986                                                       | -                                                                         | 89’                                                                       |
| Totale                                                                    |                                                                           | Presenze                                                                  | 6                                                                         |                                                                           | Reti                                                                      | 0                                                                         |                                                                           |

## Palmarès

### Giocatore

#### Club
- Campionato jugoslavo: 1

Dinamo Zagabria: 1981-1982
- Coppa di Jugoslavia: 3

Dinamo Zagabria: 1979-1980, 1982-1983
Hajduk Spalato: 1986-1987

#### Nazionale
- Bronzo olimpico: 1

Los Angeles 1984

#### Individuale
- Capocannoniere dei Giochi olimpici: 1

Los Angeles 1984 (5 gol)